# Font de la Malallau

La Font de la Malallau, respecte del terme d'Abella de la Conca

La Font de la Malallau és una font del terme municipal d'Abella de la Conca, a la comarca del Pallars Jussà, situada a la vall de Carreu.
Està situada al límit dels termes municipals d'Abella de la Conca i de Conca de Dalt, a l'antic terme d'Hortoneda de la Conca, a l'àmbit de l'antic poble d'Herba-savina. És a la dreta del riu de Carreu, a l'esquerra del barranc de la Malallau, a prop i al sud-oest d'on es troben els serrats de la Malallau i de la Cabanera.

## Etimologia
Malallau és l'aglutinació de mala llau, és a dir, una llau feréstega, emboscada, mala. Es tracta d'un ús antic, molt abundós en la geografia catalana, de l'adjectiu llatí mala, femení, en aquest cas, amb el significat original de dolenta utilitzat per a designar un indret on la natura ha fet que el lloc sigui emboscat o de difícil accés. Joan Coromines dedica força pàgines als topònims començats en mal- d'origen llatí.
D'altra banda, llau derivat del llatí labes (caiguda, esllavissada o ensorrada de pedres), terme molt utilitzat als Pallars per als barranquets curts i costeruts d'aquestes comarques.